# Rovensko (Šumperki járás)
Rovensko település Csehországban, Šumperki járásban. Rovensko Zábřeh, Postřelmov, Postřelmůvek és Svébohov településekkel határos. Lakosainak száma 821 fő (2024. január 1.).

## Népesség
A település lakosságának változását az alábbi diagram mutatja:
| Lakosok száma | 617  | 677  | 749  | 676  | 714  | 732  | 814  | 829  | 827  | 821  |
|               | 1869 | 1890 | 1921 | 1950 | 1980 | 2001 | 2017 | 2019 | 2022 | 2024 |